# پهلواها
پهلواها (به انگلیسی: Pahlavas) (مردم پهلوا) قومی هستند که در متون باستانی هند مانند منوسمرتی، پورانه‌های مختلف، رامایانا، مهابهاراتا و بریهات سامهیتا از آنها نام برده شده‌است. در برخی متون از آنها به عنوان «پالاوا» نیز یاد شده‌است: وایو پورانا بین «پهلوا» و «پهناوا» تمایز قائل می‌شود، اما وامانا پورانا و ماتسیا پورانا هر دو را یکی دانسته و «پالاوا» می‌نامند.

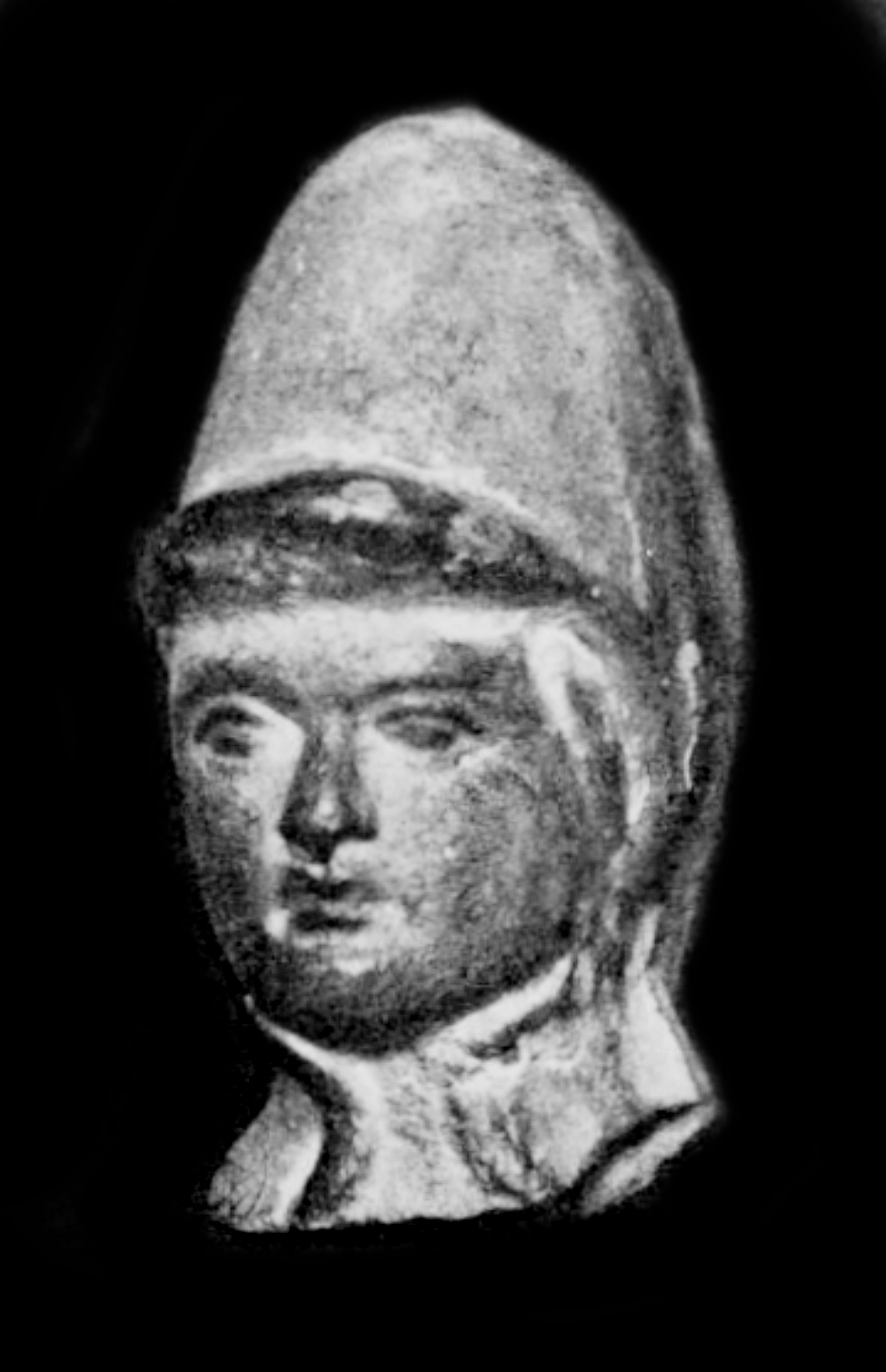
یک مجسمه که در سارناث پیدا شده‌است. این یکی از اعضای احتمالی نخبگان پهلوای غرب آسیا یا سکا در دشت گنگ در دوره موریان است.

## پیدایش و مهاجرت
زمانی که سکاها به پارت‌ها غلبه کردند اشکانیان از آسیای مرکزی به هند مهاجرت کردند و به پهلواها یا هندوپارتی‌ها معروف شدند. پس پهلواها یا اشکانیان از سمت شمال شرق ایران آمده بودند.
به گفته پی. کارنگی، پهلوها احتمالاً مردمان پلوی یا پهلوا زبان، یعنی اشکانیان هستند. گئورگ بولر همچنین می‌گوید که «پهلوا» شکل هندی کلمه «پارتاوا» به معنای پارت است.

## در منابع ادبی

### در متون پورانه‌ها
پهلواها در متون مختلف پورانه‌ها مانند وایو پورانا، برهماندا پورانا، مارکندیا پورانا، ماتسیا پورانا، وامانا پورانا و غیره وجود دارند.
فهرست کرفل از کشورهای اوتاراپاتا بوواناکوشا، پهلواها را همراه با تخارها، چیناها، آنگالوکیکاها، بارباراس‌ها، کمبوجیه‌ها، داراداس‌ها، باهلیکاها و سایر کشورهای بخش اودیچیا در هند باستان قرار می‌دهد.

### در رامایانا
بالاکاندای رامایانا پهلواها را با سکاها، کمبوج‌ها، یاواناها، ملیکجه و کیراتاها گروه‌بندی می‌کند و از آنها به عنوان متحدان نظامی حکیم واسیشتا در برابر پادشاه ودایی ویشوامیترا یاد می‌کند.

### در مهاباراتا

#### در اوتاراپاتا
مهاباراتا گواهی می‌دهد که پانداوا-پوترا ناکولا در جریان لشکرکشی به غرب، پهلواها را شکست داده‌است. پادشاهان پهلوا نیز در مراسم قربانی راجاسویا (مراسمی است که نشان دهنده مقدس شمردن یک پادشاه است) برای پادشاه جدهشتر حضور داشتند.
مهاباراتا همچنین پهلوها را با سکاها، یاواناها، گنداراها، کمبوجها، تخارها، ساباراس‌ها، بارباراس‌ها و غیره مرتبط می‌کند و همه آنها را قبایل وحشی اوتاراپاتا خطاب می‌کند.

#### در اودیوگا-پاروا
اما اودیوگا-پروای مهابهاراتا پهلواها را با ساکاها، پاراداها و کمبوجاها - ریشیکاها گروه‌بندی می‌کند و همه آنها را در اطراف منطقه آنوپا در غرب هند قرار می‌دهد.
همچنین در مهاباراتا می‌خوانیم: این پادشاهان شاکاها، پهلواها و داراداها (یعنی پاراداها) و کمبوج‌ها، در ناحیه رودخانه غربی (آنوپا) هستند.
این اشاره حماسی نشان می‌دهد که بخش‌هایی از پهلواها، ساکاها، پاراداها و کمبوج‌ها در غرب هند در نزدیکی ساوراشترا یا مهاراشترا قرار داشتند.

#### در جنگ کوروکشترا
پهلواها به همراه سکاها، کیراتاها، یاواناها و اقوام دیگر به کریپاچاریا، پسر سارادوات، کماندار بلندقامت و توانا پیوستند و مواضع خود را در نقطه شمالی گسترش دادند.

### در بریهات-کاتا-منجری
Brihat-Katha-Manjari از کشندرا نقل می‌کند که در حدود سال ۴۰۰، پادشاه گوپتا، ویکرامادیتیا (چاندراگوپتا دوم) زمین مقدس بربرها مانند شاکاها، ملچاها، کامبوجاها، یاواناس‌ها، تخارها، هوناس‌ها، و پارازیکاها را گرفته بود با از بین بردن کامل این «ناصالحان».